# Coleraine Football Club
Coleraine F.C. é um clube norte-irlandês de futebol que disputa a primeira divisão da Irlanda do Norte (Campeonato Norte-Irlandês de Futebol). O clube foi fundado em 1927. Tem a sua sede na cidade de Coleraine e joga os seus jogos caseiros no estádio chamado The Showgrounds. As cores do clube são o azul e o branco. O atual treinador é Marty Quinn.
Em 21 de janeiro de 2012, Paul Owens, jogador do Coleraine, conseguiu a proeza de fazer dois gols olímpicos num jogo do Campeonato Norte-Irlandês de Futebol, conseguindo igualar o feito de Ary Mantovani, que também fez o mesmo feito, em 5 de outubro de 1946, na goleada do Palmeiras por 6 a 2 sobre a Portuguesa Santista, no Estádio Palestra Itália.